# Aeonium glutinosum
Espèce
Aeonium glutinosum est une plante de la famille des Crassulacées, endémique à Madère

## Synonymes
- Sempervivum glutinosum Aiton

## Répartition
Aeonium glutinosum est l'une des deux espèces d'Aeonium endémiques à Madère. L'autre espèce,  Aeonium glandulosum s'en différencie nettement par la forme des rosettes basales et des inflorescences.

## Description
- Feuilles en rosettes cylindriques au bout de courtes tiges ligneuses
- Fleurs jaunes en inflorescence lâches.

## Galerie

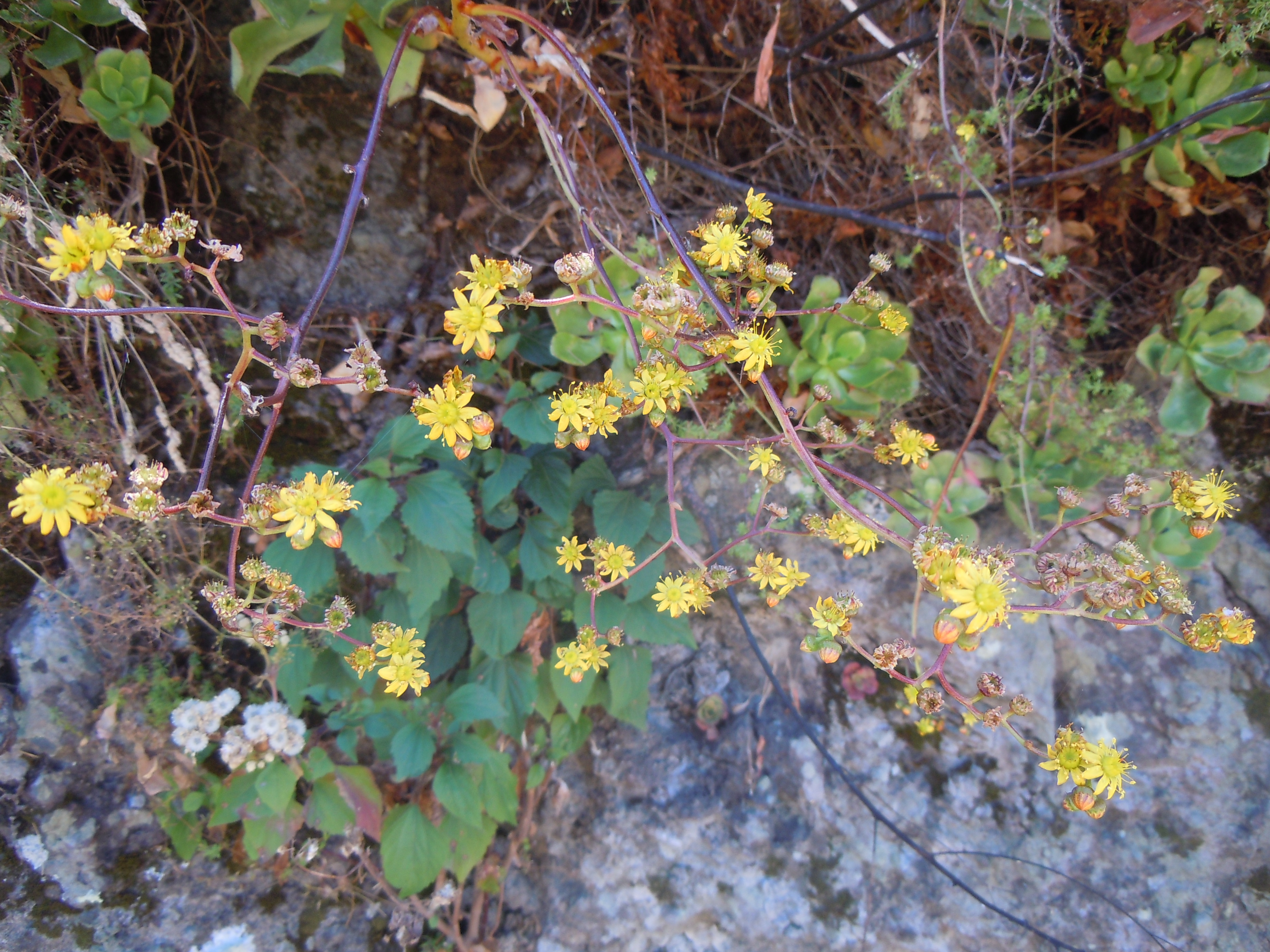
Détail de l'inflorescence.
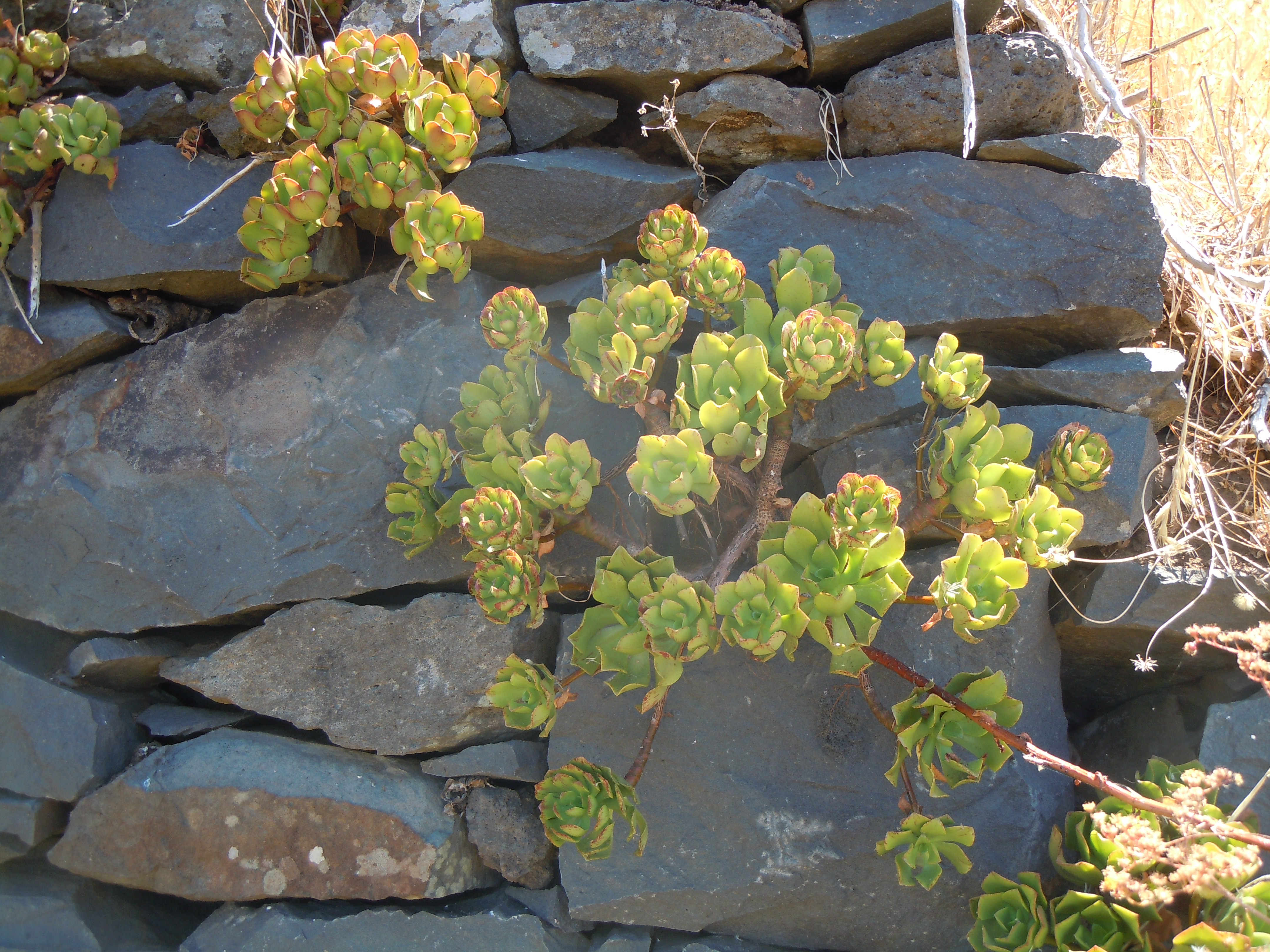
Rosettes basales.